# Mikuláš Czingel
Mikuláš Czingel [cingel] (3. srpna 1949 – 21. března 2011 Štúrovo) byl slovenský fotbalový obránce.

## Hráčská kariéra
V československé lize hrál za Duklu Banská Bystrica, aniž by skóroval. Podílel se na vítězství banskobystrických vojáků v moravsko–slovenské skupině druhé ligy (1967/68) a jejich prvním postupu do nejvyšší soutěže.

### Prvoligová bilance
| Ročník             | Zápasy | Góly | Minuty | Klub                     |
| ------------------ | ------ | ---- | ------ | ------------------------ |
| I. liga 1968/69    | 24     | 0    | 2 140  | AS Dukla Banská Bystrica |
| CELKEM I. ČS. LIGA | 24     | 0    | 2 140  |                          |